# Роксоланівська сільська рада
Роксола́нівська сільська́ ра́да — колишня адміністративно-територіальна одиниця та орган місцевого самоврядування в Овідіопольському районі Одеської області. Адміністративний центр — село Роксолани.

## Загальні відомості
Роксоланівська сільська рада утворена в 1924 році.
- Територія ради: 72,389 км²
- Населення ради: 1 630 осіб (станом на 2001 рік)
- Водоймища на території, підпорядкованій даній раді: Дністровський лиман

## Населені пункти
Сільській раді підпорядковані населені пункти:
- с. Роксолани

## Населення
Згідно з переписом УРСР 1989 року чисельність наявного населення сільської ради становила 1622 особи, з яких 698 чоловіків та 924 жінки.
За переписом населення України 2001 року в сільській раді мешкало 1626 осіб.

### Мова
Розподіл населення за рідною мовою за даними перепису 2001 року:
| Мова       | Відсоток |
| ---------- | -------- |
| українська | 88,77 %  |
| російська  | 8,34 %   |
| молдовська | 1,53 %   |
| вірменська | 0,74 %   |
| болгарська | 0,37 %   |
| білоруська | 0,06 %   |
| польська   | 0,06 %   |

## Склад ради
Рада складається з 16 депутатів та голови.
- Голова ради: Болгірєв Сергій Сергійович
- Секретар ради: Коваленко Тамара Петрівна

### Керівний склад попередніх скликань
| Прізвище, ім'я, по батькові    | Основні відомості                                                                       | Дата обрання | Дата звільнення |
| ------------------------------ | --------------------------------------------------------------------------------------- | ------------ | --------------- |
| Турбінська Любов Олександрівна | Сільський голова, 1968 року народження, член Народної партії                            | 26.03.2006   | 01.07.2008      |
| Семашко Андрій Борисович       | Сільський голова, 1963 року народження, освіта вища, безпартійний                       | 30.11.2008   | 31.10.2010      |
| Семашко Андрій Борисович       | Сільський голова, 1963 року народження, освіта вища                                     | 31.10.2010   | 09.09.2012      |
| Болгірєв Сергій Сергійович     | Сільський голова, 1976 року народження, освіта середня спеціальна, член Партії регіонів | 09.09.2012   | 25.10.2015      |

Примітка: таблиця складена за даними сайту Верховної Ради України

### Депутати
За результатами місцевих виборів 2010 року депутатами ради стали:

#### За суб'єктами висування
| Суб'єкт висування              | Кількість обраних депутатів | %    |
| ------------------------------ | --------------------------- | ---- |
| Партія регіонів                | 9                           | 56,3 |
| Самовисування                  | 6                           | 37,5 |
| Політична партія «За Україну!» | 1                           | 6,3  |

#### За округами
| № округу                       | Прізвище, ім'я, по батькові      | Дата визнання обраним | Освіта             | Партійна приналежність                        | Відомості про обраного депутата                  |
| ------------------------------ | -------------------------------- | --------------------- | ------------------ | --------------------------------------------- | ------------------------------------------------ |
| Партія регіонів                |                                  |                       |                    |                                               |                                                  |
| 1                              | Бескровний Павло Іванович        | 04.11.2010            | вища               | позапартійний                                 | приватне підприємство «Гера», директор           |
| 4                              | Бабенко Георгій Анатолійович     | 04.11.2010            | середня            | член Партії регіонів                          | Кароліно-Бугазька пожежна частина, пожежник      |
| 5                              | Бойко Алла Миколаївна            | 04.11.2010            | вища               | позапартійна                                  | Кароліно-Бугазька загальноосвітня школа, вчитель |
| 6                              | Морковський Сергій Олександрович | 04.11.2010            | вища               | позапартійний                                 | приватне підприємство «СОМ», директор            |
| 8                              | Фофанов Георгій Васильович       | 04.11.2010            | середня спеціальна | позапартійний                                 | приватний підприємець                            |
| 10                             | Гуртова Любов Іванівна           | 04.11.2010            | вища               | позапартійна                                  | Роксоланівське відділення зв'язку, начальник     |
| 13                             | Лашко Сергій Іванович            | 04.11.2010            | вища               | позапартійний                                 | ТОВ «Олімп», СПД «Лашко», директор               |
| 14                             | Іщенко Світлана Леонідівна       | 04.11.2010            | вища               | позапартійна                                  | Роксоланівська сільська рада, головний бухгалтер |
| 15                             | Юрко Сергій Васильович           | 04.11.2010            | середня            | член Партії регіонів                          | фермер                                           |
| Політична партія «За Україну!» |                                  |                       |                    |                                               |                                                  |
| 7                              | Болгірєв Сергій Сергійович       | 04.11.2010            | середня            | член Політичної партії «За Україну!»          | приватний підприємець                            |
| Самовисування                  |                                  |                       |                    |                                               |                                                  |
| 2                              | Дерезюк Сергій Юхимович          | 17.11.2010            | вища               | позапартійний                                 | оздоровчий комплекс «Кароліно», директор         |
| 3                              | Ткач Людмила Олександрівна       | 04.11.2010            | вища               | позапартійна                                  | Роксоланівська сільська рада, секретар           |
| 9                              | Тумак Валентина Костянтинівна    | 04.11.2010            | середня спеціальна | позапартійна                                  | Роксоланівська сільська рада, рахівник-касир     |
| 11                             | Козловський Олександр Сергійович | 04.11.2010            | середня            | член Всеукраїнського об'єднання «Батьківщина» | ТОВ «Еко-сервіс», інженер-оператор               |
| 12                             | Коваленко Тамара Петрівна        | 04.11.2010            | середня            | позапартійна                                  | Роксоланівська загальноосвітня школа, завгосп    |
| 16                             | Собко Анатолій Петрович          | 04.11.2010            | вища               | позапартійний                                 | Роксоланівська загальноосвітня школа, вчитель    |